# لوئیجی کاپوآنو
لوئیجی کاپوآنو (ایتالیایی: Luigi Capuano؛ ۱۳ ژوئیه ۱۹۰۴ – ۲۰ اکتبر ۱۹۷۹) یک کارگردان فیلم، و فیلم‌نامه‌نویس اهل ایتالیا بود.
از فیلم‌ها یا مجموعه‌های تلویزیونی که وی در آن‌ها نقش داشته‌است می‌توان به ببر هفت دریا و ماه نو اشاره نمود.